# アリス・イヴ
アリス・ソフィア・イヴ（Alice Sophia Eve、1982年2月6日 - ）は、イングランドの女優。

## 来歴

### 生い立ち
イングランド・ロンドンで、父親は俳優のトレヴァー・イヴ、母親は女優のシャロン・モーンの間にて誕生した。イヴ家は、イングランド人、アイルランド人、ウェールズ人の家系である。2人の弟、ジャックとジョージがいる。アリスは右目が緑色、左目が青色の左右が異なる目の色を持つ虹彩異色症である。
アリスは、ベダレス・スクールに通った。その後、ロンドンのウェストミンスター・スクールにてAレベル資格を取得。彼女は、ギャップ・イヤーの期間中は、アメリカ合衆国のロサンゼルスにあるシアターおよび演劇学校であるビバリーヒルズ劇場で学んだ。その後、オックスフォード大学セント・キャサリンズ・カレッジで英語学を学んだ。

### キャリア
2006年、映画『ビッグ・トラブル』においてジョージー・マクブルーム役で出演した。2010年、彼女はアメリカ合衆国映画『セックス・アンド・ザ・シティ2』ではシャーロットのアイルランド人乳母であるエリン役を演じた。同年、映画『ある日モテ期がやってきた』にモリー・マクレイッシュ役で主演した。2011年、テレビシリーズ『アントラージュ★オレたちのハリウッド』のシーズン8に定期的にゲスト出演、ジャーナリストであるソフィア役を演じた。

## 主な出演作品

### 映画
| 年度 | 作品                                                                         | 役名                     | ノート     |
| ---- | ---------------------------------------------------------------------------- | ------------------------ | ---------- |
| 2004 | Stage Beauty                                                                 | ミス フレイン            |            |
| 2004 | Hawking                                                                      | マーサ・ガスリー         | テレビ映画 |
| 2005 | The Rotters' Club                                                            | シシリー・ボイド         | テレビ映画 |
| 2006 | Starter for 10                                                               | アリス・ハービンソン     |            |
| 2006 | ビッグ・トラブル Big Nothing                                                 | ジョージー・マクブルーム |            |
| 2006 | Losing Gemma                                                                 | エスター                 | テレビ映画 |
| 2007 | Amazing Trousers                                                             | コレット                 |            |
| 2009 | 正義のゆくえ I.C.E.特別捜査官 Crossing Over                                  | クレア・シェパード       |            |
| 2010 | ある日モテ期がやってきた She's Out of My League                              | モリー・マクレイッシュ   |            |
| 2010 | セックス・アンド・ザ・シティ2 Sex and the City 2                             | エリン                   |            |
| 2011 | Decoy Bride                                                                  | ララ・タイラー           |            |
| 2011 | ATM                                                                          | エミリー                 |            |
| 2012 | 推理作家ポー 最期の5日間 The Raven                                           | エミリー・ハミルトン     |            |
| 2012 | メン・イン・ブラック3 Men in Black III                                       | 若き日の“エージェントO”  |            |
| 2013 | ラビリンス 抜け出せないふたり Some Velvet Morning                            | ベルベット               |            |
| 2013 | スター・トレック イントゥ・ダークネス Star Trek Into Darkness                | キャロル・マーカス       |            |
| 2013 | 凍える夜に、盲目の殺し屋トポ Cold Comes the Night                            | クロエ                   |            |
| 2014 | ナイト ミュージアム/エジプト王の秘密 Night at the Museum: Secret of the Tomb | 本人役                   | カメオ出演 |
| 2016 | クリミナル 2人の記憶を持つ男 Criminal                                        | マルタ・リンチ           |            |
| 2016 | ブラック・ファイル 野心の代償 Misconduct                                     | シャーロット・ケイヒル   |            |
| 2017 | Bees Make Honey                                                              | Honey                    |            |
| 2017 | 500ページの夢の束 Please Stand By                                            | オードリー               |            |
| 2017 | The Stolen                                                                   | Charlotte Lockton        |            |
| 2018 | ラブ・ストーリーズ Untogether                                                | アイリーン               |            |
| 2018 | Mr.&Mrs.フォックス The Con Is On                                             | ジャッキー               |            |
| 2018 | レプリカズ Replicas                                                          | モナ・フォスター         |            |
| 2019 | スキャンダル Bombshell                                                       | エインズリー・イアハート |            |

### テレビシリーズ
| 年度 | 作品                                                    | 役名                                  | ノート                                      |
| ---- | ------------------------------------------------------- | ------------------------------------- | ------------------------------------------- |
| 2005 | Beethoven                                               | 伯爵夫人 ジュリエッタ・グイッチャルデ | エピソード: "The Rebel"                     |
| 2005 | 名探偵ポワロ Agatha Christie's Poirot                   | レノックス・タンプリン                | エピソード: "The Mystery of the Blue Train" |
| 2011 | アントラージュ★オレたちのハリウッド Entourage           | ソフィア・レアー                      | 計4話出演                                   |
| 2016 | ブラック・ミラー Black Mirror                           | ナオミ                                | 第3シーズン第1話「ランク社会」              |
| 2018 | アガサ・クリスティー 無実はさいなむ Ordeal by Innocence | グウェンダ・ヴォーン                  | ミニシリーズ                                |
| 2018 | Marvel アイアン・フィスト Iron Fist                     | メアリー・ウォーカー                  |                                             |